# Запорізький фаховий коледж комп'ютерних технологій
Відокремлений структурний підрозділ "Запорізький фаховий коледж комп'ютерних технологій Національного університету "Запорізька політехніка" (англ. Separate Structural Subdivision Zaporizhzhia Vocational College of Computer Technologies Zaporizhzhia Polytechnic National University), колишній Запорізький технікум електронних приладів, радіотехнікум, Запорізький коледж радіоелектроніки ЗНТУ — навчальний заклад у м. Запоріжжі, який з 1944 року займається підготовкою фахових молодших спеціалістів та фахових молодших бакалаврів.

## Історія
Один з найстарших навчальних закладів у цій галузі, був створений  як Запорізький машинобудівний технікум 4 травня 1944 року.
Перший випуск студентів технікуму у 1946 році склав всього 12 осіб, а ось у 1950 технікум випустив вже 137 техніків. За перші п’ять років післявоєнної перебудови та розвитку народного господарства технікумом було підготовлено 350 спеціалістів сільгоспмашинобудування, які були направлені на роботу на різноманітні підприємства.
У 1946 році технікум переданий в підпорядкування Наркомату сільськогосподарського машинобудування СРСР. У жовтні 1947 року перейменований в Запорізький технікум сільськогосподарського машинобудування. Навчальний корпус розташовувався в старій будівлі, яка в минулому належала поміщику, власнику млина, по сучасній вул. Сергія Серікова, 8.
Надалі Запорізький технікум сільськогосподарського машинобудування був переданий в підпорядкування Міністерству радіотехнічної промисловості і реорганізований в Запорізький радіотехнічний технікум.
В 1965 році технікум переїхав в нову будівлю по проспекту Леніна (нині Соборний), 117 в нинішніх приміщеннях: двох корпусах (навчальному та виробничому), які містять 38 навчальних кабінетів, 16 лабораторій (7 комп'ютерних), зал курсового і дипломного проектування, спортивний і тренажерний зали, бібліотеку з книжковим фондом понад 65 000 книг. Є дев'ятиповерховий гуртожиток для іногородніх.
З 1966 до 1991 року технікум підпорядковувався Міністерству електронної промисловості СРСР.
З січня 1967 перейменований в Запорізький технікум електронних приладів (ЗТЕП). Завдяки постійній турботі Міністерства технікум зміг досягти значних успіхів у підготовці спеціалістів електронної сфери.
У 1991 році Технікум електронних приладів було перетворено в Запорізький коледж радіоелектроніки, набув статусу коледжу був і переданий до Міністерства освіти України
З 1995 року Запорізький коледж радіоелектроніки став обласним базовим навчальним закладом. Координує роботу всіх вищих навчальних закладів I—II рівнів акредитації Запорізької області, надає їм методичну допомогу.
З 2006 року Запорізький коледж радіоелектроніки став підрозділом Запорізького національного технічного університету. Це дозволяє вести навчання в повній відповідності з вимогами стандартів вищої освіти.
З 2020 року Запорізький коледж радіоелектроніки Національного університету "Запорізька політехніка" був перейменований у Відокремлений структурний підрозділ "Запорізький фаховий коледж комп'ютерних технологій Національного університету "Запорізька політехніка".

## Спеціальності
- 172 "Електронні комунікації та радіотехніка" (стара назва - Технічне обслуговування та ремонт апаратури зв’язку і оргтехніки)
- 174 "Автоматизація, комп'ютерно-інтегровані технології та робототехніка" (стара назва - Обслуговування комп’ютеризованих інтегрованих і робототехнічних систем)
- 171 "Електроніка" (стара назва - Конструювання, виготовлення та технічне обслуговування виробів електронної техніки)
- 113 "Прикладна математика"
- 123 "Комп'ютерна інженерія" (стара назва - Обслуговування комп'ютерних систем і мереж)

## Випускники
- Владислав Віталійович Ряшин — український продюсер, телевізійний менеджер, журналіст.
- Герман Романченко — соліст Запорізької обласної філармонії, учасник шоу "Голос Країни" та "Червона рута". Навчався в коледжі з 2010 по 2014 роки.
- Бурбовський Олег Олександрович — голова правління Запорізької обласної організації Національної спілки фотохудожників України, Заслужений працівник культури України, почесний громадянин Запоріжжя.
- Сєлін Станіслав Миколайович — український комсомольський діяч, в.о. Запорізького міського голови, 1-й заступник Запорізького міського голови.
- Зотов Валерій Михайлович — головний редактор газети "Прав.ДА". Начальник управління з питань внутрішньої політики, заступник міського голови (м. Запоріжжя) (2001-2003 р.)
- Бєлов Олександр Федорович — український науковець, державний діяч. Заступник Глави Адміністрації Президента, заслужений діяч науки і техніки України, генерал-лейтенант. Директор Національного інституту стратегічних досліджень (1996–2001).
- Шаповалов Георгій Іванович — український історик та археолог, професор, доктор історичних наук.
- Новіков Андрій Володимирович — Голова Запорізького генеалогічного товариства
- Крохмаль Володимир Михайлович — головний інженер ОП "Радіоприлад", кандидат технічних наук, почесний радист СРСР
- Гаврін Олександр Сергійович[ru] — російський державний діяч. Міністр енергетики РФ (2000—2001). Кандидат соціологічних наук.

### Цікавий факт
Ключик Леонід Семенович після завершення професійної кар'єри футболіста викладав в коледжі фізичну культуру.